# Bouchra Moudou
Bouchra Moudou, née le 20 août 1986 à Amsterdam (Pays-Bas), est une footballeuse internationale marocaine, devenue footballeuse internationale néerlandaise de futsal, jouant au poste d'attaquant.

## Carrière

### Carrière en club
Bouchra Moudou naît à Amsterdam aux Pays-Bas dans une famille marocaine. Elle grandit dans le quartier Bijlmermeer et effectue ses premières touches de balle sur la place Timorplein. Elle intègre très jeune le club de son quartier Bijlmer SV.
Lorsqu'elle a 19 ans, elle fait ses débuts professionnels sous le maillot de l'AZ Alkmaar. Elle est la plus jeune joueuse étrangère aux Pays-Bas de l'histoire à avoir fait ses débuts en Eredivisie. Avec l'AZ, elle dispute la Coupe UEFA et remporte trois fois le championnat (2008, 2009 et 2010). Elle dispute une saison au FC Zwolle avant de prendre son départ à l'étranger.
En 2011, elle signe un contrat professionnel de deux ans en Norvège à l'Avaldsnes IL. N'ayant pas pu s'imposer dans le club, elle retourne aux Pays-Bas à l'ADO La Haye et dispute avec les haguenois l'UEFA Champions League. Avec les Haguenois, elle remporte la Coupe des Pays-Bas.
Durant le mois de janvier 2012, elle est appelée en sélection marocaine pour disputer les qualifications à la CAN 2012 et entre en jeu  lors du match aller face à la Tunisie comtant pour le premier tour de ces qualifications. Match remporté par le Maroc (2-0),. N'ayant pas été loin dans la compétition, elle met provisoirement un terme à sa carrière footballistique dès son retour aux Pays-Bas, à l'âge de 26 ans.

## Palmarès

### Avec l'AZ Alkmaar
- 2008, 2009 et 2010 : Championne des Pays-Bas

### Avec l'ADO La Haye
- 2012 : Championne de la Coupe des Pays-Bas